# 刘仲萌
刘仲萌（1990年11月2日—），生于黑龙江牡丹江，中国传媒大学播音与主持艺术学院2010级本科毕业。曾任SMG融媒体中心新闻主播、记者，《中央广播电视总台2019主持人大赛》新闻类全国第7名。2021年4月调入中央广播电视总台担任记者，后进入财经节目中心担任主持人。

## 简介
2010年从海林高级中学毕业后就读于中国传媒大学播音与主持艺术本科专业，和后来担任《上海早晨》主播的路灿洋为同班同学。就读本科期间，刘仲萌曾担任播音与主持艺术本科班班长，业务非常扎实。
2014年本科毕业前夕，刘仲萌回绝江苏省广播电视总台和河北广播电视台的签约机会，最后坚持、决然地选择SMG融媒体中心，开始在上海发展事业，以“记者型主持人”作为个人职业志向。
甫一入职，刘仲萌就分别担任《七分之一》的编导和《少年爱迪生》的导演。
记者方面，刘仲萌于2014年本科毕业后开始担任新闻采访部记者，并一度担任崇明区和物流口记者。先后参与长征五号发射、C919首飞、复兴号首发、洋山港四期开港、庆祝上海解放70周年等现场直播报道。
主持方面，刘仲萌于2015年以上视新闻综合频道的《媒体大搜索》开始自己的主持生涯。先后在上视新闻综合频道、东方卫视和Knews24主持《媒体大搜索》《上海早晨》《新闻坊》（代班）《精彩又一站》《东方新闻》（代班）《周末818》《课外有课》等节目。
2017年12月，刘仲萌受到王兆阳转投《新闻夜线》的影响，正式接替王兆阳加入《上海早晨》，现时为该节目固定主持人。
除担任记者、主持人外，刘仲萌亦为SMG融媒体中心团委副书记，曾担任新闻采访部团支部书记。
主持事业之外，刘仲萌亦参加了“蓝天下的挚爱SMG献血行动”、“新闻坊小记者团”、“爱心暑托班”等公益活动。
2019年9月，刘仲萌成功入围《中央广播电视总台2019主持人大赛》全国60强，新闻组30强，并获得新闻类全国第7名和优秀奖，仅以1名之差无缘全国总决赛。
2021年4月，刘仲萌离开SMG，调入中央广播电视总台担任记者，在4月7日播出的《经济信息联播》首度亮相。目前为财经节目中心《第一时间》节目主持人。
刘仲萌是团上海市十五大代表。

## 获奖与提名
- 2011年第18届北京大学生电影节主持人大赛16强
- 2017年SMG十大青年才俊
- 2017年上海共青团“学习总书记讲话，做合格共青团员”征文比赛一等奖
- 2018年青聪泉“爱心个人奖”